# Extrusión

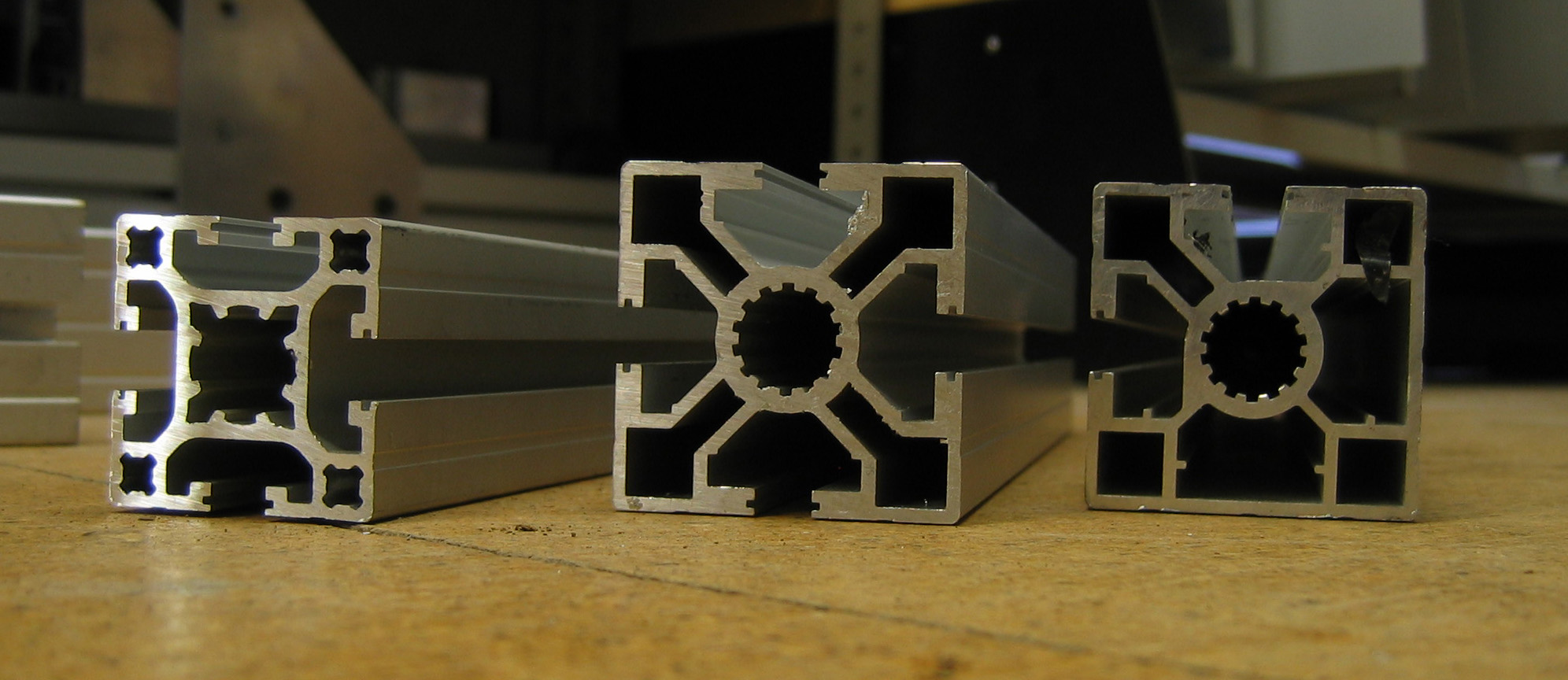
Aluminio extruido; perfiles aptos para conectores especiales.

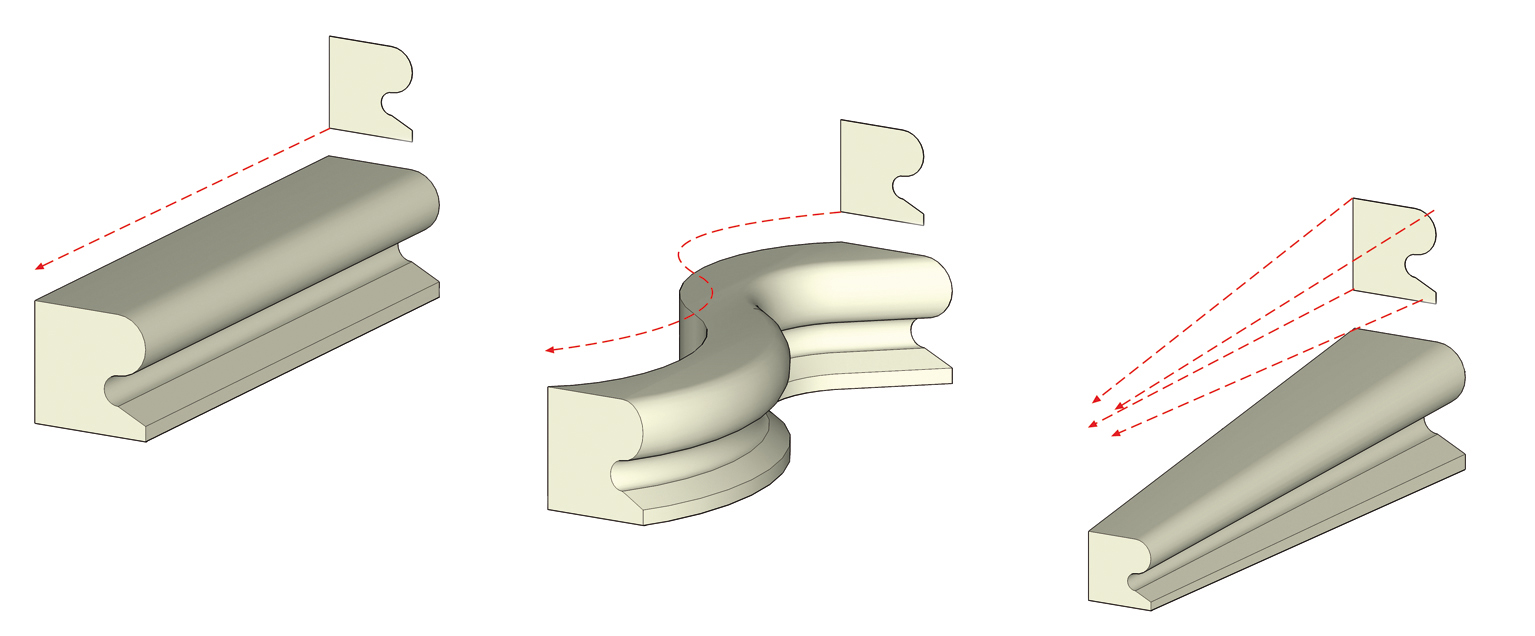
Tipos de extrusión.

La extrusión es un proceso utilizado para crear objetos con sección transversal definida y fija. El material se empuja o se extrae a través de un troquel de una sección transversal deseada. Las dos ventajas principales de este proceso por encima de procesos manufacturados son la habilidad para crear secciones transversales muy complejas con materiales que son quebradizos, porque el material solamente encuentra fuerzas de compresión y de cizallamiento. Además las piezas finales se forman con una terminación superficial excelente.
En cierta medida, se puede hacer la analogía divulgativa de un material sólido que sale por la boquilla de una jeringuilla o matriz que se va moviendo. Se podría decir que es una especie de inyección de un material.
La extrusión puede ser continua (produciendo teóricamente de forma indefinida materiales largos) o semicontinua (produciendo muchas partes). El proceso de extrusión puede hacerse con el material caliente o frío.
Los materiales extruidos comúnmente incluyen metales, polímeros, cerámicas, hormigón y productos que se usan para construir.

## Historia
En 1797, Joseph Bramah, pionero de la ingeniería hidráulica, patentó en Londres, el primer proceso de extrusión para hacer un tubo de plomo. Este consistía en el precalentamiento del metal para luego pasarlo por un troquel mediante un émbolo a mano. El proceso no se desarrolló del todo hasta 1820, cuando Thomas Burr construyó la primera prensa hidráulica. Hasta ese momento el proceso se llamó squirting. En 1894 Alexander Dick extendió el proceso de extrusión al cobre y aleaciones de bronce.

## Procesos
El proceso comienza con el calentamiento del material. Este se carga posteriormente dentro del contenedor de la prensa. Se coloca un bloque en la prensa de forma que sea empujado, haciéndolo pasar por el troquel. Si se requieren propiedades especiales, el material se puede tratar mediante calor o trabajado en frío.
El ratio de extrusión se define como el área de la sección transversal del material de partida dividida por el área de sección transversal del material al final de la extrusión. Una de las principales ventajas del proceso de extrusión es que este ratio puede ser muy grande y aún producir piezas de calidad.

### Extrusión en caliente
La extrusión en caliente se hace a temperaturas elevadas, así se evita el trabajo forzado y hacer más fácil el paso del material a través del troquel. La mayoría de la extrusión en caliente se realiza en prensas hidráulicas horizontales con campos de presión entre 250 y 12 000 t, presiones de entre 30 y 700 Mpa (4400 a 102 000 psi), por lo que es necesaria la lubricación, puede ser aceite o grafito para bajas temperaturas de extrusión, o polvo de cristal para altas temperaturas de extrusión. La mayor desventaja de este proceso es el costo de las maquinarias y su mantenimiento.
| Material                | Temperatura [°C (°F)] |
| ----------------------- | --------------------- |
| Magnesio                | 350-450 (650-850)     |
| Aluminio                | 350-500 (650-900)     |
| Cobre                   | 600-1100 (1200-2000)  |
| Acero                   | 1200-1300 (2200-2400) |
| Titanio                 | 700-1200 (1300-2100)  |
|                         | 1000-1200 (1900-2200) |
| Aleaciones Refractarias | Mayores a 2000 (4000) |

El proceso de extrusión es generalmente económico cuando se producen muchos kilogramos o muchas toneladas, dependiendo de los materiales que han sido empleados en el proceso. Por ejemplo, en algunos aceros se vuelve más económico si se producen más de 20 000 kg (50 000 lb).

Matrices de aluminio para extrusión en caliente
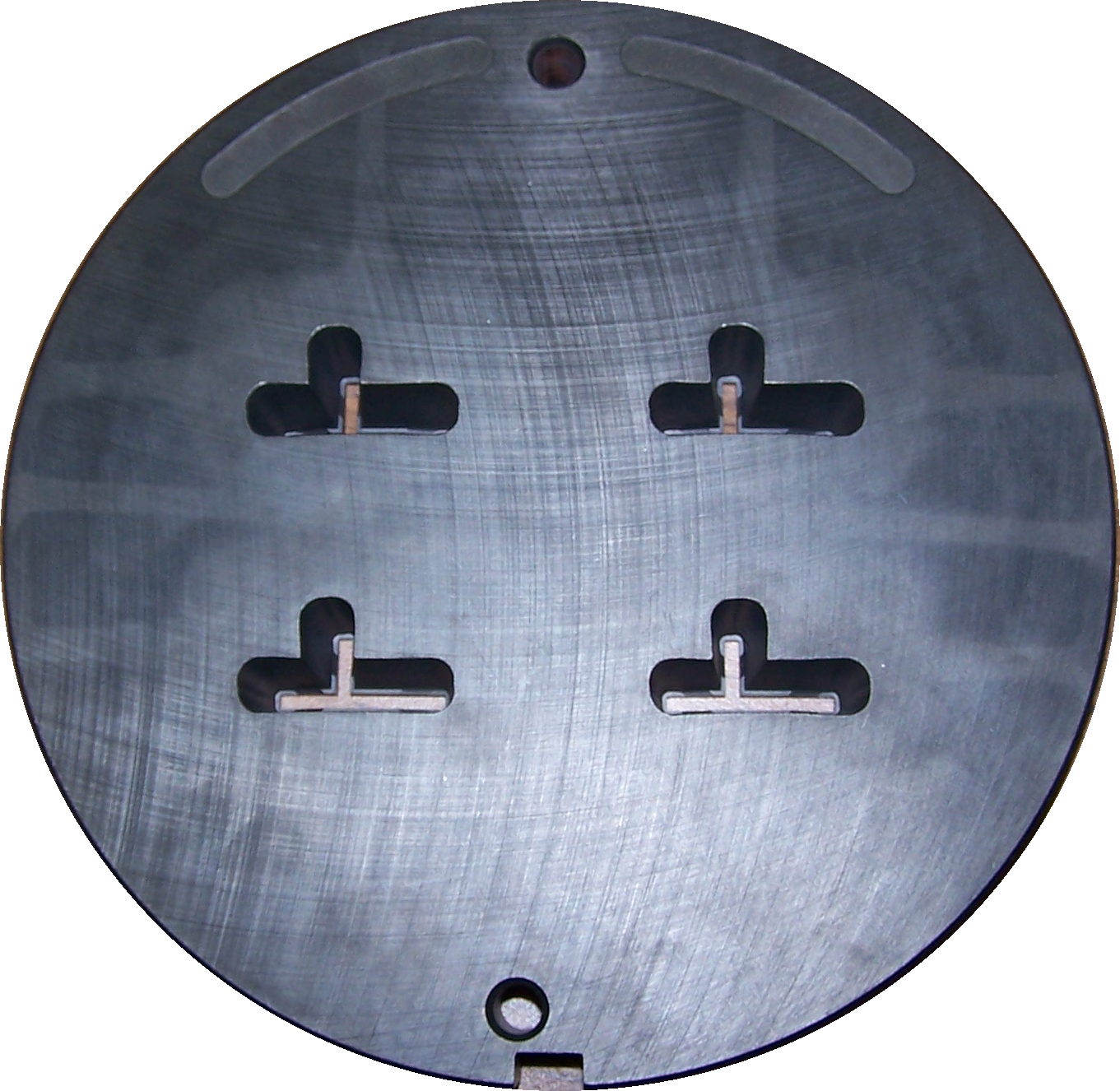
Front side of a four family die. For reference, the die is 228 mm (9 plg) in diameter.
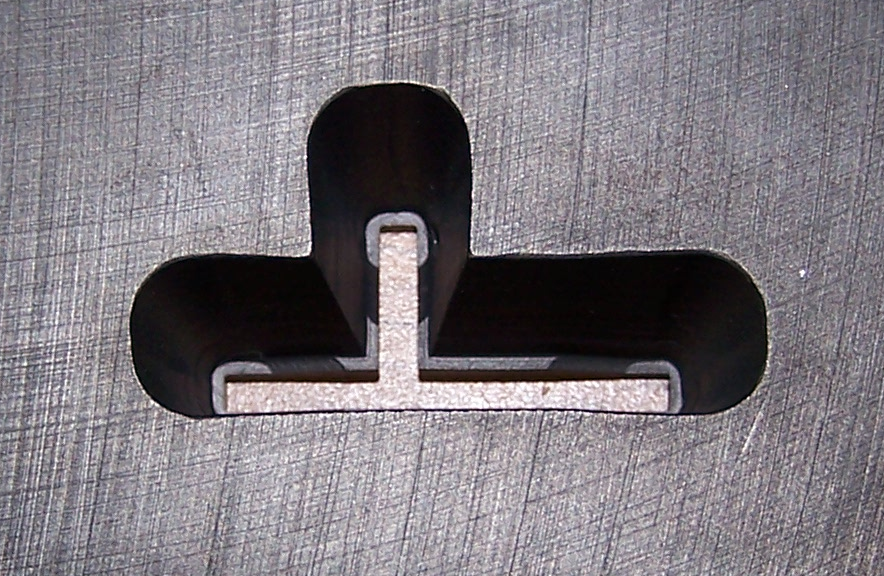
Close up of the shape cut into the die. Notice that the walls are drafted and that the back wall thickness varies.
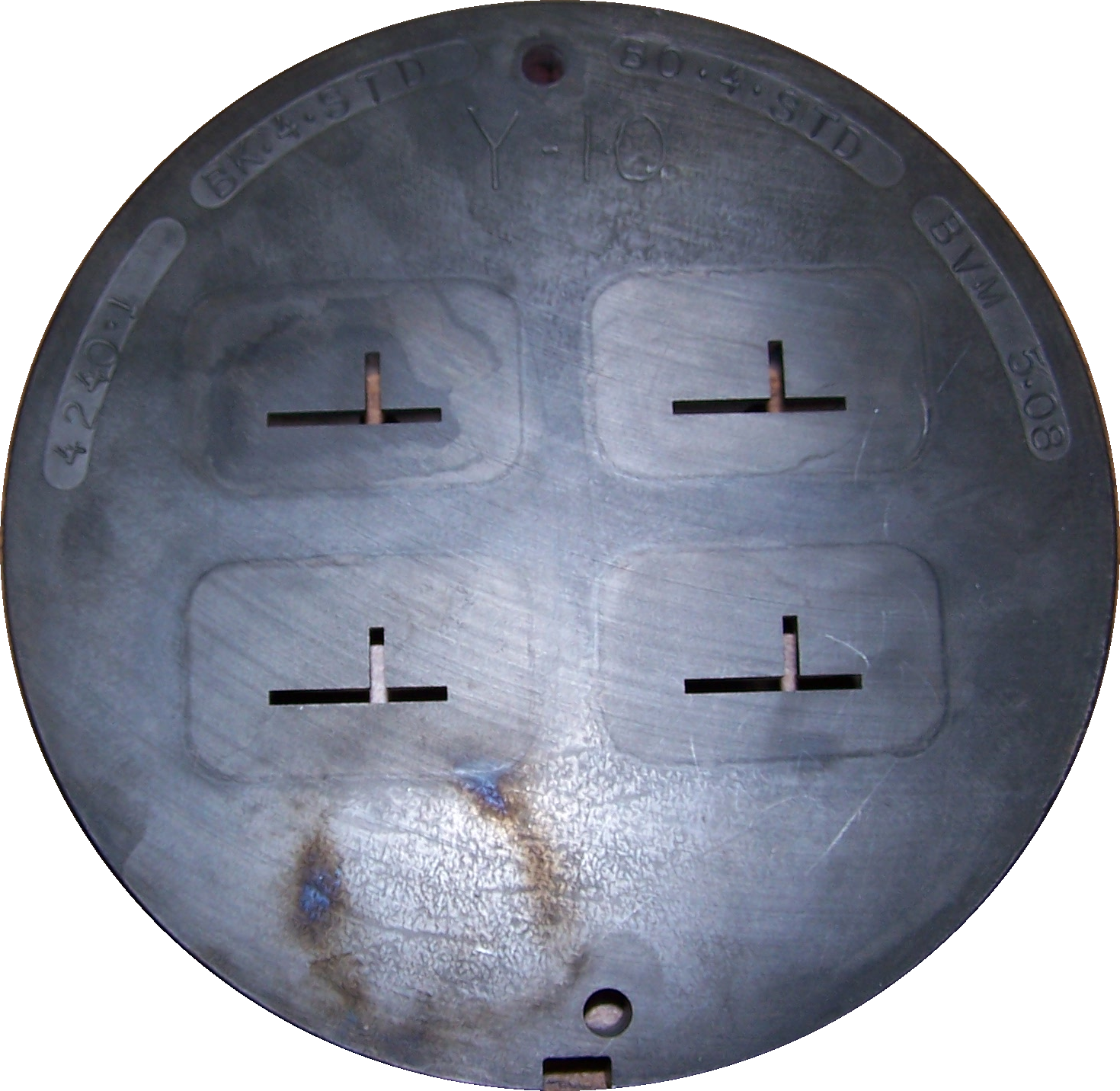
Back side of die. The wall thickness of the extrusion is 3 mm (0,1 plg).

### Extrusión en frío
La extrusión fría se realiza a alrededor de la temperatura ambiente. La ventaja de ésta sobre la extrusión en caliente es la falta de oxidación, lo que se traduce en una mayor fortaleza debido al trabajo en frío o tratamiento en frío, estrecha tolerancia, buen acabado de la superficie y rápida velocidad de extrusión si el material es sometido a breves calentamientos.
Los materiales que se tratan comúnmente con extrusión fría son: plomo, estaño, aluminio, cobre, circonio, titanio, molibdeno, berilio, vanadio, niobio y acero, sin olvidar los derivados de la arcilla o mortero de cemento para materiales de construcción..
Algunos ejemplos de productos obtenidos por este proceso son: los tubos plegables, el extintor de incendios, cilindros del amortiguador, pistones automotores, entre otros.

### Extrusión tibia
La extrusión tibia se hace por encima de la temperatura ambiente, pero por debajo de la temperatura de recristalización del material, en un intervalo de temperaturas de 800 a 1800 °F (de 424 °C a 975 °C). Este proceso se usa generalmente para lograr el equilibrio apropiado en las fuerzas requeridas, ductilidad y propiedades finales de la extrusión.
La extrusión tibia tiene varias ventajas comparada con la extrusión fría: reduce la presión que debe ser aplicada al material y aumenta la ductilidad del acero. Incluso puede eliminar el tratamiento térmico requerido en la extrusión en frío.

### Equipamiento
Existen diferentes variaciones en el equipamiento para la extrusión, los cuales se distinguen por cuatro características fundamentales:
1. Movimiento de la extrusión con relación al material que será sometido a extrusión: Si el troquel se sostiene de forma estacionaria y el material de partida se mueve hacia él, se trata de una "extrusión directa". Si el material de partida está estacionario y el troquel se mueve hacia el material de partida, se trata entonces de una "extrusión indirecta".
2. La posición de la prensa, ya sea vertical u horizontal.
3. El tipo de manejo, ya sea hidráulico o mecánico.
4. El tipo de carga aplicada, ya sea convencional (variable) o hidráulica.

Existen varios métodos para la formación de cavidades internas en la extrusión. Una vía es usar una barra hueca y entonces usar un mandril fijo o flotante. El mandril fijo también es conocido como tipo alemán, integrado dentro el dummy block y el mango. El mandril flotante también es conocido como tipo francés, flotadores en las hendiduras en el dummy block se alinean con el mismo al troquel cuando ocurre la extrusión. Si una barra sólida se usa como material entonces esta debe, primero, ser pasada por el mandril, antes de ser extruida por el troquel. Se utiliza una prensa especial para controlar el mandril independientemente del material de partida. La barra sólida puede incluso ser usada con el troquel araña, troquel tronera o troquel puente, todos estos tipos de troqueles incorporados al mandril en el troquel y mantienen el mandril en el lugar. Durante la extrusión el metal se divide y fluye alrededor de los sostenes, dejando una línea de soldadura en el producto final.
El proceso de extrusión típico cuesta más de 100 000 dólares, mientras el troquelado puede costar hasta 2000.

#### Extrusión directa

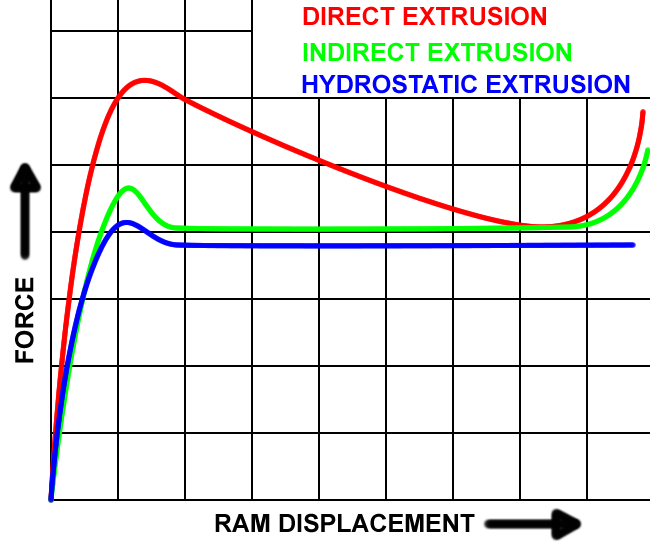
Gráfico de fuerzas requeridas por varios procesos de extrusión.

La extrusión directa, también conocida como extrusión delantera, es el proceso más común de extrusión. Este trabaja colocando la barra en un recipiente fuertemente reforzado. La barra es empujada a través del troquel por el tornillo o ariete. Hay un dummy block reutilizable entre el tornillo y la barra para mantenerlos separados. La mayor desventaja de este proceso es la fuerza requerida en la extrusión de la barra, es mayor que la que se necesita en la extrusión indirecta porque la fuerza de fricción introducida por la necesidad de la barra de recorrer completamente el contenedor. Por eso la mayor fuerza requerida es al comienzo del proceso y decrece según la barra se va agotando. Al final de la barra la fuerza aumenta grandemente porque la barra es delgada y el material debe fluir no radialmente para salir del troquel. El final de la barra, llamado tacón final, no se usa por esta razón.

#### Extrusión indirecta
En la extrusión indirecta, también conocida como extrusión retardada, la barra y el contenedor se mueven juntos mientras el troquel es estacionario. El troquel se sostiene en el lugar por un soporte que debe ser tan largo como el contenedor. La longitud máxima de la extrusión viene dada por la fuerza de la columna del soporte. Al moverse la barra con el contenedor, la fricción se elimina.
Ventajas:
- Una reducción del 25 a 30 % de la fuerza de fricción, permite la extrusión de barras largas.
- Hay una menor tendencia a resquebrajarse o quebrarse en la extrusión porque no se produce calor por la fricción.
- El recubrimiento del contenedor durará más debido al menor uso.
- La barra es usada más uniformemente tal que los defectos de la extrusión y las zonas periféricas ásperas o granulares son menos probables.

Desventajas:
- Las impurezas y defectos en la superficie de la barra afectan la superficie de la extrusión. Antes de ser usada, la barra debe ser limpiada o pulida con un cepillo de alambre.
- Este proceso no es versátil como la extrusión directa porque el área de la sección transversal está limitada por el máximo tamaño del tallo.

#### Extrusión hidrostática
En la extrusión hidrostática la barra se rodea completamente por un líquido a presión, excepto donde la barra hace contacto con el troquel. Este proceso puede hacerse en caliente, tibio o frío. De cualquier modo, la temperatura está limitada por la estabilidad del fluido usado. El fluido puede ser presurizado por dos vías:
1. Razón de extrusión constante: el émbolo es usado para presurizar el fluido dentro del contenedor.
2. Razón de extrusión constante: se usa una bomba, posiblemente con un intensificador de presión, para presurizar el fluido, el cual es bombeado al contenedor.

Las ventajas de este proceso incluyen:
- No fricción entre el contenedor y la barra, reduciendo la fuerza requerida. Esta finalmente permite mayores velocidades, proporciones de la reducción más altas y menores temperaturas de la barra.
- Usualmente la ductilidad del material disminuye cuando se aplican altas presiones.
- Se pueden extruir barras largas y secciones transversales grandes.

Desventajas:
- Las barras deben estar preparadas, adelgazado un extremo para que coincida con el ángulo de entrada del troquel. Esto es necesario para formar un sello al principio del ciclo. Usualmente las barras enteras necesitan ser pulidas para quitarles cualquier defecto de la superficie.
- Contener el fluido a altas presiones puede ser dificultoso.

#### Empuje
Muchas de las prensas modernas, tanto de extrusión directa como indirecta, usan prensas hidráulicas, pero hay pequeñas prensas mecánicas que aún se usan. De entre las prensas hidráulicas hay dos tipos: prensa empuje-directo de aceite y empuje-acumulador de agua.
La prensa de empuje-directo de aceite son las más comunes porque son fiables y robustas. Pueden producir sobre 5000 psi (34,5 MPa). Suple una presión constante a lo largo de toda la barra. La desventaja es que son lentas, entre 2 y 8 ips (51 a 203 mm/s).
Empuje por acumulador de agua son más caras y más grandes que la prensa de empuje directo de aceite, esta pierde sobre el 10 % de su presión sobre el golpe, pero son más rápidas, sobre los 15 ips (381 mm/s). Por esto se usan en la extrusión del acero. También se usan en materiales que tienen que calentarse a altas temperaturas por razones de seguridad.
Las prensas de extrusión hidrostática usualmente usan aceite de ricino con presiones por encima de 200 ksi (1380 MPa). El aceite de ricino se usa por su buena lubricación y su alta resistencia a la presión.

### Defectos de extrusión
- Quebradura de superficie: cuando hay grietas en la superficie de extrusión. Esto se debe a la temperatura de extrusión, fricción, o velocidad muy alta. Esto puede pasar también a bajas temperaturas, si el producto temporalmente se pega al troquel.
- Defecto de tubo: se crea una estructura de flujo que arrastra los óxidos de la superficie y las impurezas al centro del producto. Tales patrones que son frecuentemente causados por altas fricciones o enfriamiento de la parte externa de la barra.
- El agrietamiento interior o defecto Chevron: se produce cuando el centro de la expulsión desarrolla grietas o vacíos. Estas grietas son atribuidas a fuerzas de tensión hidrostática en la línea central en la zona de deformación en el troquel. Aumenta al aumentar el ángulo de la matriz y la concentración de impurezas, y disminuye al aumentar la relación de extrusión y la fricción.

## Materiales

### Metal
Metales que son comúnmente usados en procesos de extrusión:
- Aluminio es el material más común, puede ser extruido caliente o frío, si es extruido caliente es calentado de 300 a 600 °C (575 a 11 00 °F). Ejemplos de este producto incluye armaduras, marcos, barras y disipadores de calor entre otros.
- Cobre (600 a 1000 °C (1100 a 1825 °F)) cañerías, alambres, varas, barras, tubos y electrodos de soldadura. A menudo se requieren 100 ksi (690 MPa) para extruir el cobre.
- Plomo y estaño (300 °C (máximo 575 °F)) cañerías, alambres, tubos y forros exteriores de cables. La fundición de plomo también es usada en vez del prensado de extrusión vertical.
- Magnesio (300 a 600 °C (575 a 1100 °F)) en partes de aviones y partes de industrias nucleares.
- Zinc (200 a 350 °C (400 a 650 °F)), varas, barras, tubos, componentes de hardware, montajes y barandales.
- Acero (1000 a 1300 °C (1825 a 2375 °F)) varas y pistas, usualmente el carbón acerado simple es extruido. La aleación acero y acero inoxidable también puede ser extruida.
- Titanio (600 a 1000 °C (1100 a 1825 °F)) componentes de aviones, asientos, pistas, anillos de arranques estructurales.

La aleación de magnesio y aluminio usualmente tiene 0,75 μm (30 μin). RMS o mejor acabado de superficie. El titanio y el acero pueden lograr 3 μm (125 μin). RMS.
En 1950 Ugine Séjournet de Francia, inventó un proceso el cual usaba cristal como lubricante para extruir acero. El proceso Ugine-Sejournet o Sejournet es ahora usado en otros materiales que tienen temperatura de fusión mayor que el acero o que requiere un limitado rango de temperatura su extrusión. El proceso comienza por el calentamiento del material a la temperatura de extrusión y entonces es enrollado en polvo de cristal. El cristal se funde y forma una fina capa que actúa como lubricante. Un espero anillo de cristal sólido con 0,25 a 0,75, ien (6 a 18 mm) de espesor es ubicado en la cámara sobre el troquel para lubricar la extrusión mientras es forzado a pasar por el troquel. Una segunda ventaja del anillo de cristal es la habilidad de aislar el calor de la barra del troquel. La extrusión tendrá una capa de cristal de 1 mm de espesor, la que puede ser fácilmente quitada cuando se enfría.
Otro descubrimiento en la lubricación es el uso del revestimiento de fosfato. Con este proceso junto a la lubricación con cristal, el acero puede ser extruido con extrusión fría. La capa de fosfato absorbe al cristal líquido para ofrecer una mejor propiedad de lubricación.

### Plásticos

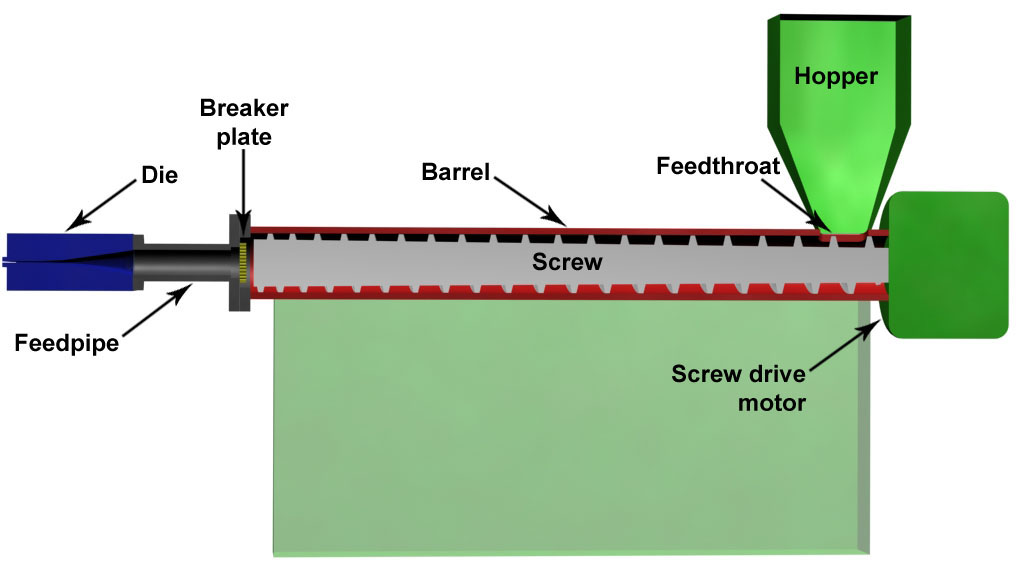
Vista en sección de un extrudor de plásticos, mostrando los componentes.

La extrusión plástica normalmente usa astillas plásticas o pellets que están usualmente secas en un depósito de alimentación o tolva antes de ir al tornillo de alimentación (husillo). La resina del polímero es calentada hasta el estado de fusión por resistencias que se encuentran en el cañón de la extrusora y el calor por fricción proveniente del tornillo de extrusión (husillo). El husillo fuerza a la resina a pasar por el cabezal dándole la forma deseada (lámina, cilíndrica, tiras, etc.). El material extruido se enfría y se solidifica, ya que se tira desde el troquel a un depósito de agua. En algunos casos (tales como los tubos de fibras-reforzadas), el material extruido se pasa a través de un largo troquel, en un proceso llamado pultrusión, o en otros casos pasa a través de rodillos de enfriamiento (calandria) para sacar una lámina de las dimensiones deseadas para termoformar la lámina.
Se usa una multitud de polímeros en la producción de tubería plástica, cañerías, varas, barras, sellos, y láminas o membranas.

### Cauchos
Similar a la extrusión con plásticos, pero con un posterior vulcanizado por calor.

### Cerámicas

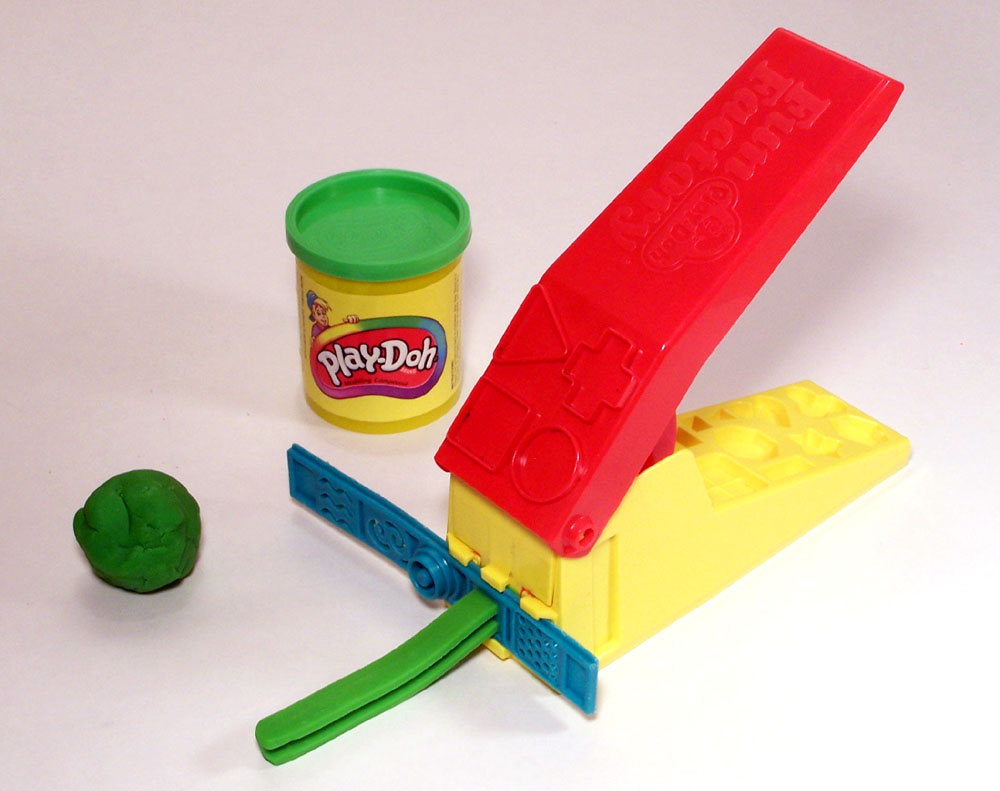
Bote de Play-Doh verde junto a un juguete de extrusión.

La cerámica también puede formarse a través de la extrusión. La extrusión de la terracota se usa para producir las cañerías. Muchos ladrillos modernos también son manufacturados usando un proceso de extrusión de ladrillos.

### Alimentos
La extrusión ha tenido una gran aplicación en el proceso de alimentación. Productos como pastas, masa de la galleta, cereales del desayuno, alimento para bebé, las papas fritas y la comida seca, entre otros, son principalmente manufacturados por la extrusión. En el proceso, se muelen los materiales hasta darles el tamaño correcto a las partículas (usando la consistencia de la harina ordinaria). La mezcla seca se pasa a través de un pre-acondicionador donde se agregan otros ingredientes (azúcar líquido, grasas, tintes, carnes y agua que dependen del producto). La mezcla pre condicionada se pasa entonces a través de un extrusor forzándola a pasar por un troquel donde se corta a la longitud deseada. El proceso de cocción tiene lugar dentro del extrusor en el que el producto produce su propia fricción y calor debido a la presión generada (10-20 bar). El proceso de cocción utiliza un proceso conocido como el gelatinización del almidón. Los extrusores que usan este proceso tienen una capacidad de 1-25 toneladas por hora.
El uso de la expulsión en el proceso cocción proporciona a los alimentos las siguientes características:
- Gelatinización del almidón.
- Desnaturalización de las proteínas.
- Inactivación de enzimas de comida crudas.
- La destrucción de toxinas naturalmente.
- Disminución de microorganismos en el producto final.
- Ligero aumento de la biodisponibilidad de hierro.
- Creación de almidones para necesidades de hiposensibilización de insulina, un factor de riesgo para el desarrollo de diabetes.[12][13]
- Pérdida de lisina, un aminoácido esencial necesario para el crecimiento y el metabolismo del nitrógeno.[12][13]
- Simplificación de almidones complejos, aumentando las tasas de deterioro dental.[12][13]
- Destrucción de vitamina A (beta-caroteno).[12][13]

La extrusión también es utilizada para el desarrollo de comida para mascotas.

### Transportador de medicamentos
La extrusión a través de los filtros nano-porosos, poliméricos está usándose para manufacturar suspensiones de lípidos. La droga del anti-cáncer Doxorubicina en el sistema de liberación de liposoma se produce por extrusión, por ejemplo.

## Diseño
Las pautas siguientes deben seguirse para producir una extrusión de calidad. El tamaño máximo para una extrusión es determinado por el círculo más pequeño que encajará alrededor de la sección transversal (llamado círculo circunscripto). Este diámetro, a su vez controla el tamaño del troquel requerido, qué finalmente determina si la parte encajará en la prensa. Por ejemplo, una prensa más grande puede manipular círculos circunscritos de 6 dm (25") de diámetro para el aluminio y 55 cm (22") del diámetro para acero y titanio.
Las secciones más espesas generalmente necesitan un tamaño de la sección aumentado. Para que el material fluya apropiadamente el soporte no debe ser mayor que 10 veces su espesor. Si la sección transversal es asimétricas, la sección adyacentes deben de tener tamaño lo más iguales posible. Deben evitarse las esquinas afiladas; para aluminio y magnesio el radio mínimo debe ser 0,4 mm (1/64") y para las esquinas de acero debe ser 0,75 mm (0,030") y los ángulos deben ser 3 mm (0,125"). La siguiente tabla lista la sección transversal mínima y espesor para los varios materiales.
| Materiales        | Sección transversal mínima [cm² (sq. in.)] | Espesor mínimo [mm (pulg.)] |
| ----------------- | ------------------------------------------ | --------------------------- |
| Aceros de carbono | 2.5 (0.40)                                 | 3.00 (0.120)                |
| Acero inoxidable  | 3.0-4.5 (0.45-0.70)                        | 3.00-4.75 (0.120-0.187)     |
| Titanio           | 3.0 (0.50)                                 | 3.80 (0.150)                |
| Aluminio          | <2.5 (0.40)                                | 1.00 (0.040)                |
| Magnesio          | <2.5 (0.40)                                | 1.00 (0.040)                |